# Sveti Vlas
Sveti Vlas (bulharsky: Свети Влас, řecky: Αγίος Βλάσης) je bulharské město a černomořské letovisko. Nachází se úpatí jižního svahu Staré Planiny, v severní částí Burgaského zálivu. Sveti Vlas se v nedávné době stal oblíbeným turistickým resortem, sloužícím jako klidnější alternativa pro Sluneční pobřeží, které je stejně jako město Nesebar, snadno dostupné autobusem či lodí. V březnu 2015 ve městě žilo 4 141 obyvatel.

## Historie
Osadu na místě dnešního města založili ve 2. století Thrákové a Řekové pod názvem Larissa. Název Sveti Vlas osada získala ve 14. století, kdy byla pojmenována podle blízkého kláštera, který však vyhořel po pirátských útocích. Sv. Vlas česky Svatý Blažej byl biskup a mučedník. V městečku je pravoslavný kostel z roku 2008 zasvěcený tomuto světci. Nad městečkem se nachází posvátná jeskyně Sv. Andrej Prvozvaný.

## Galerie

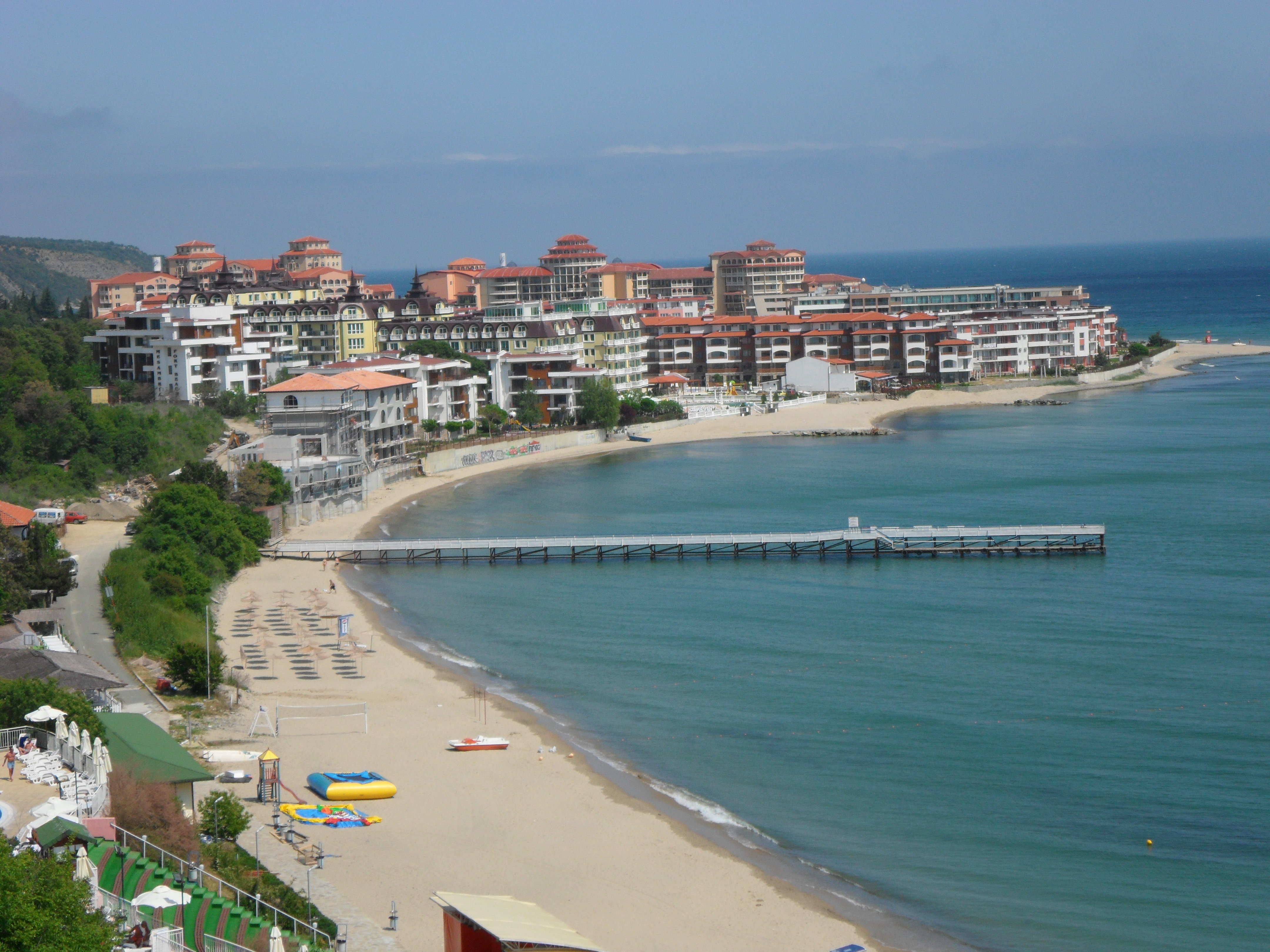
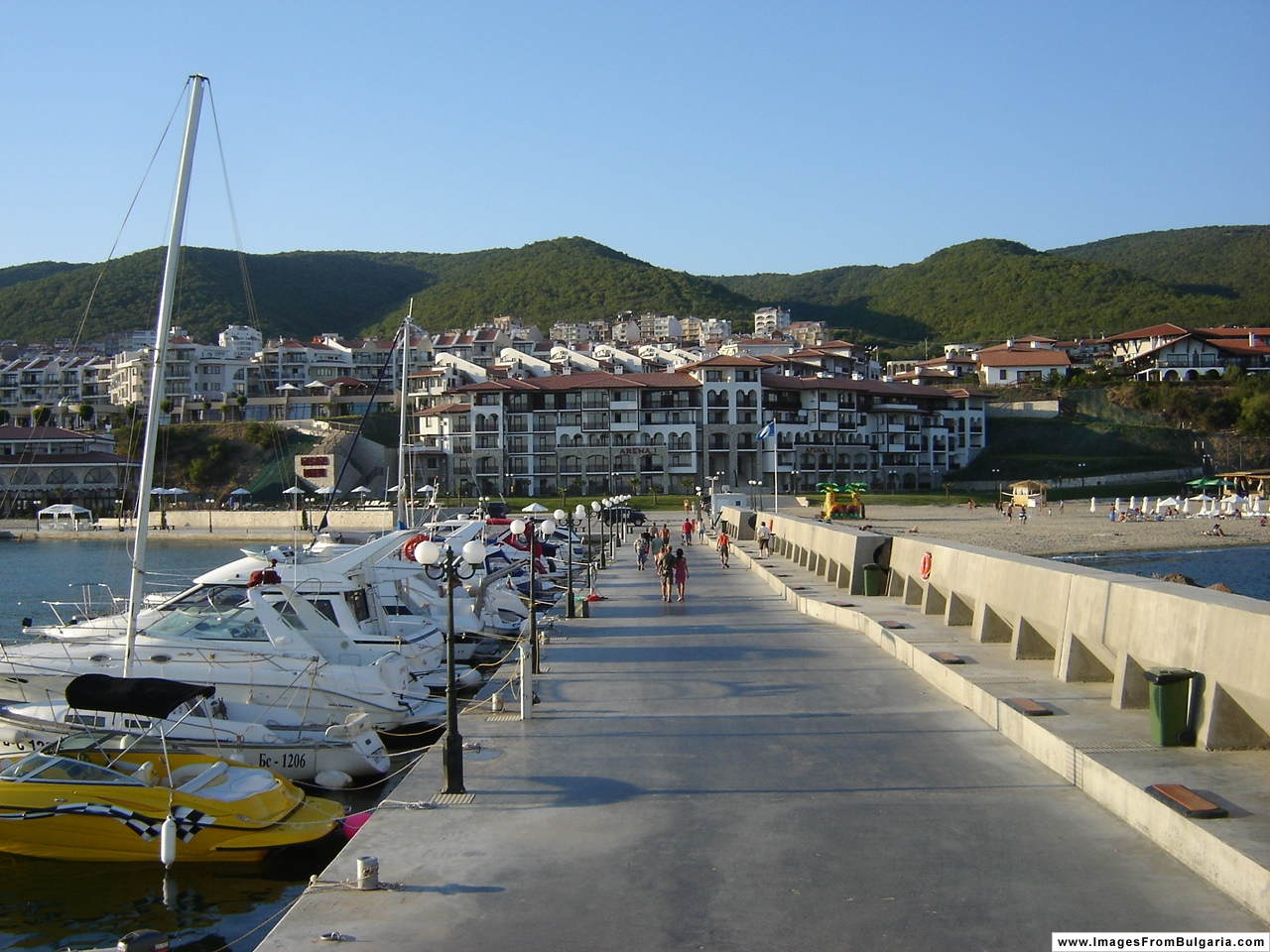
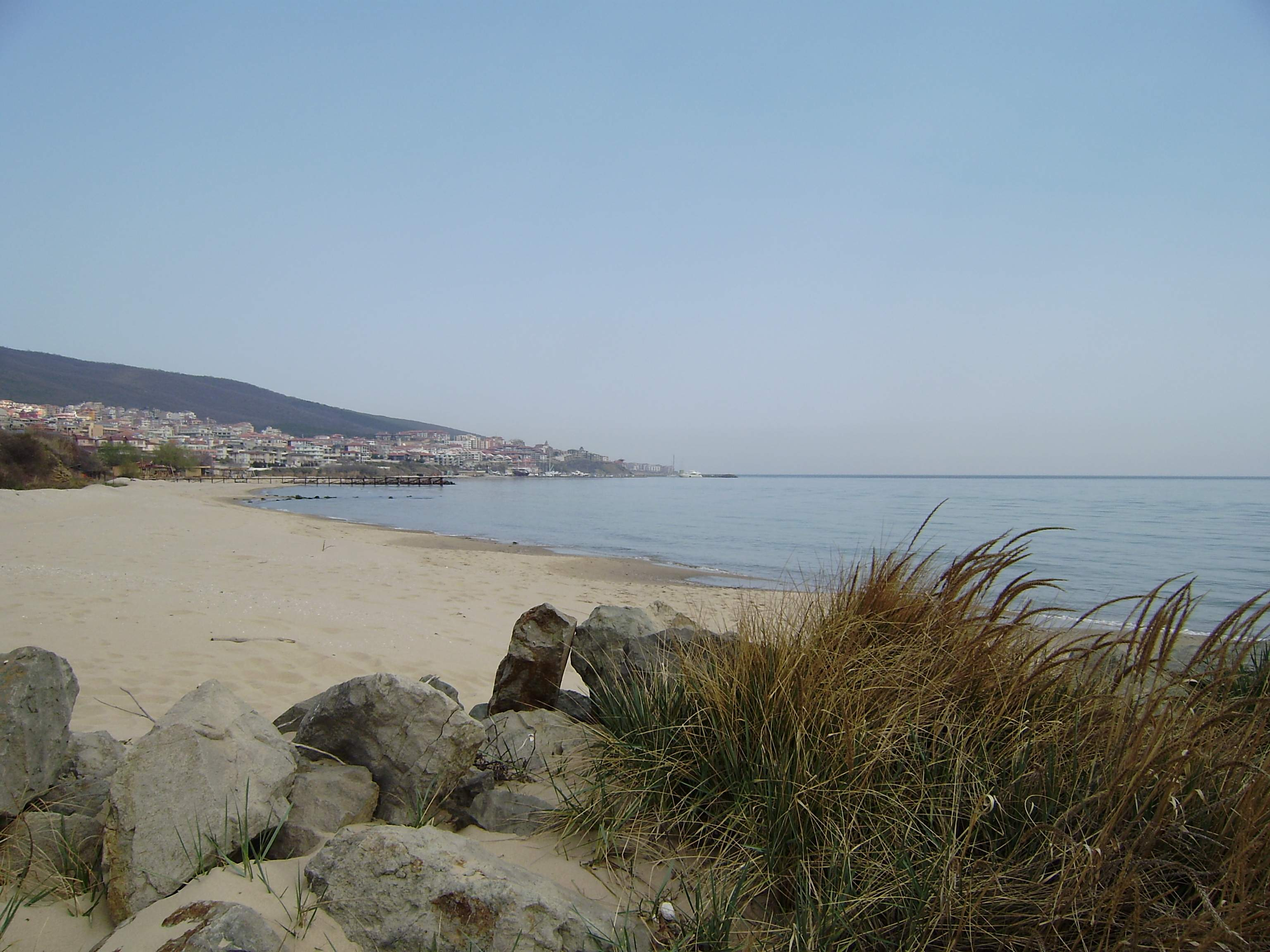
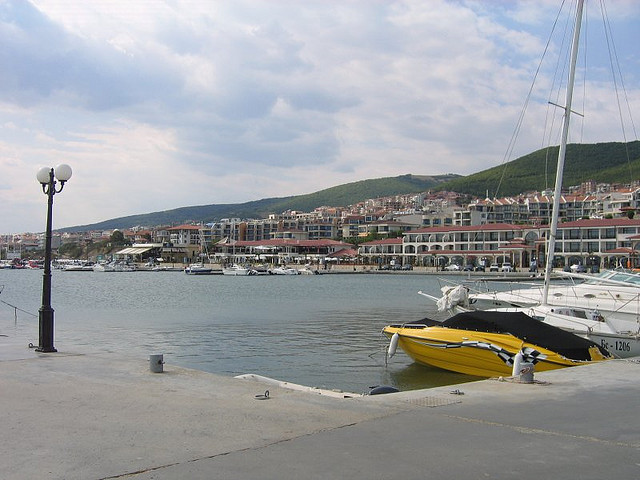
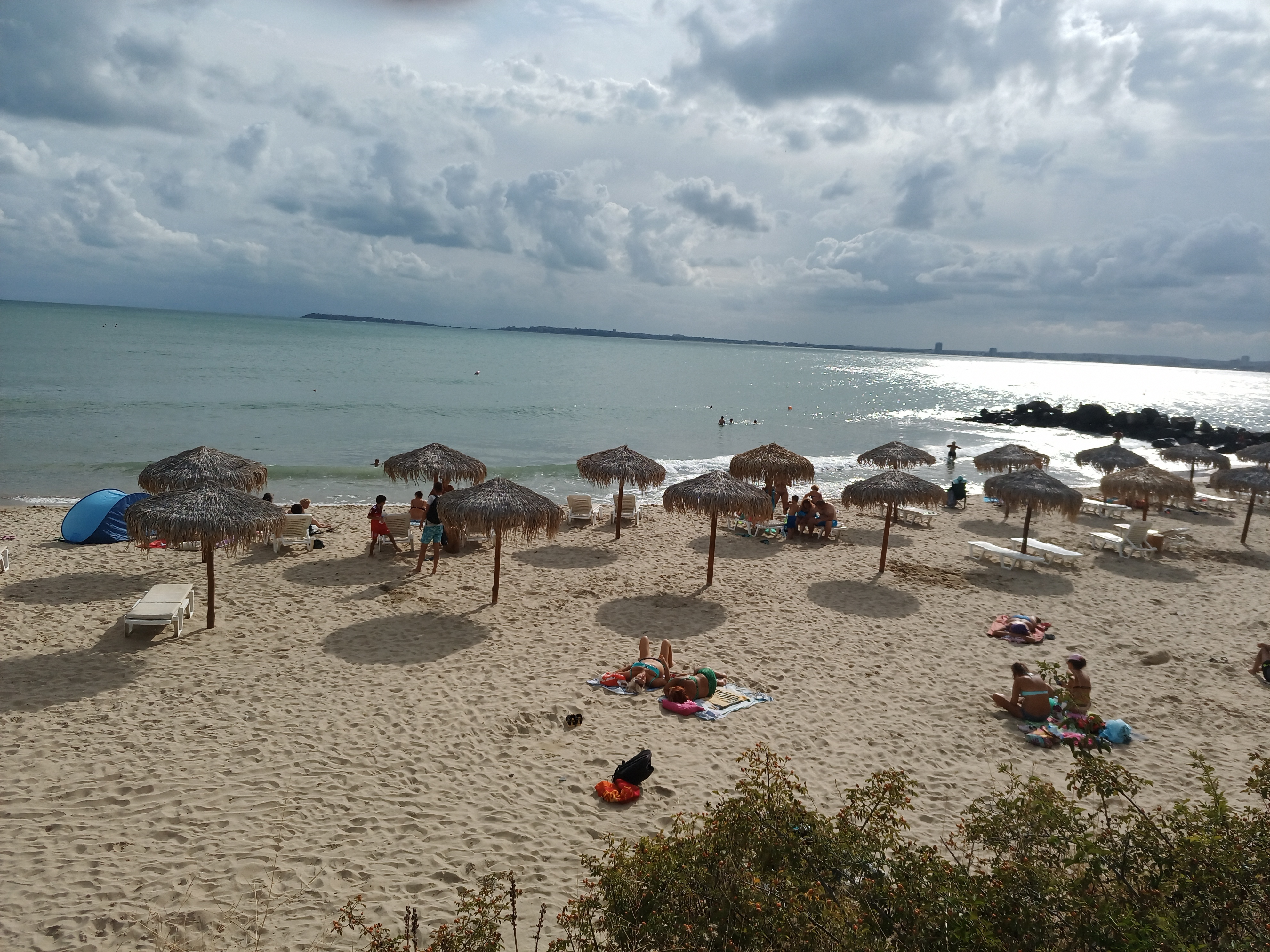
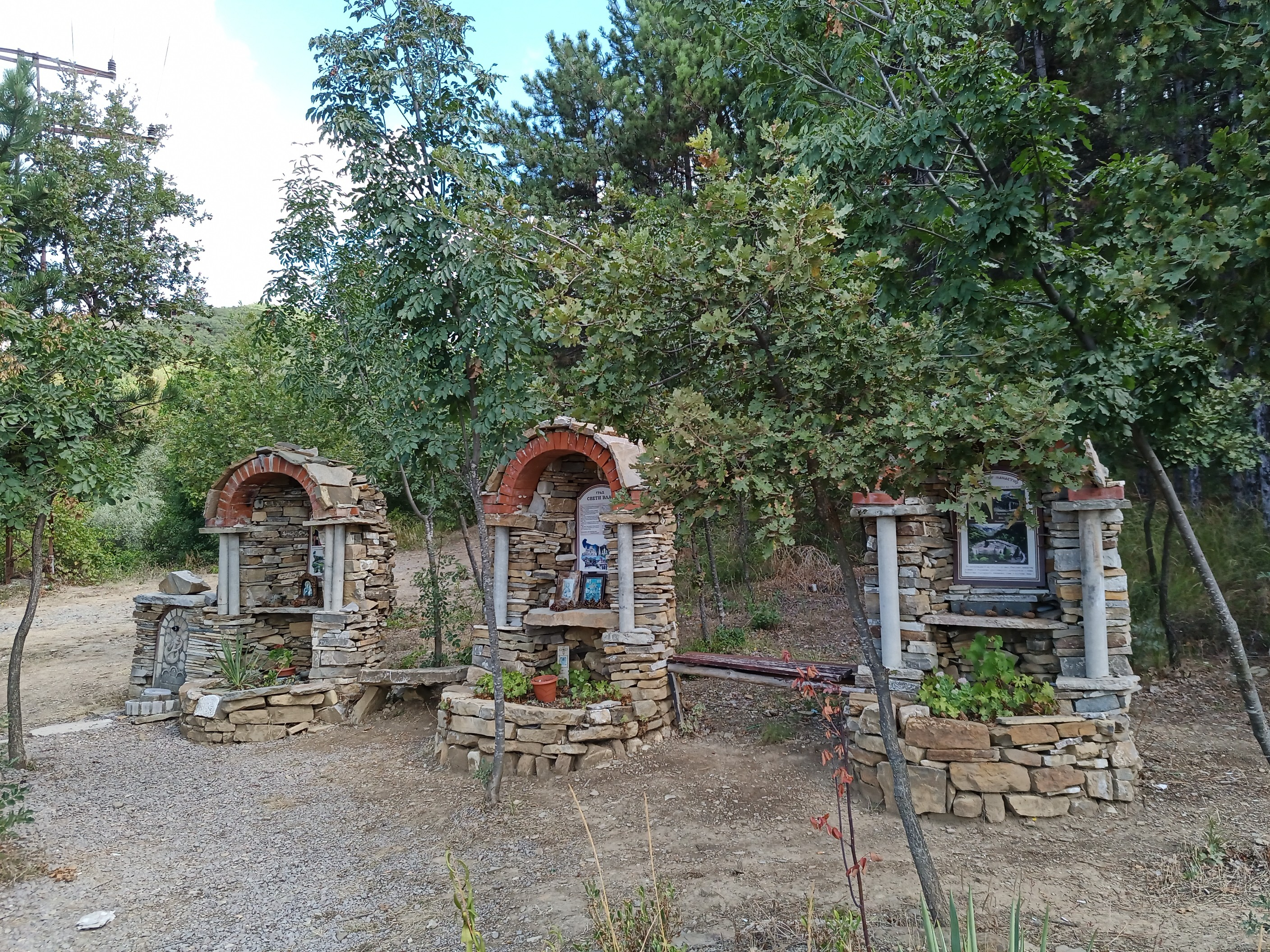
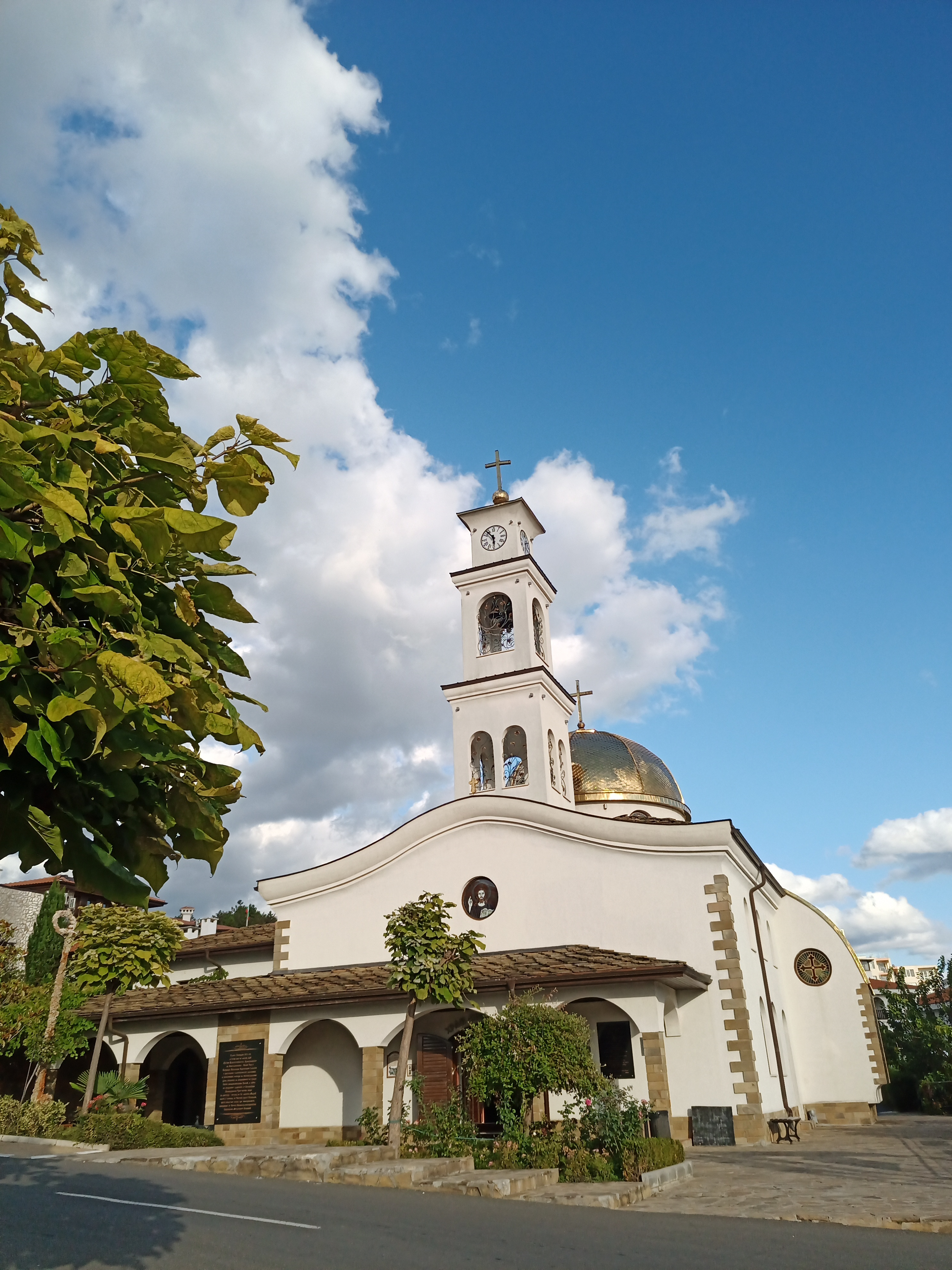
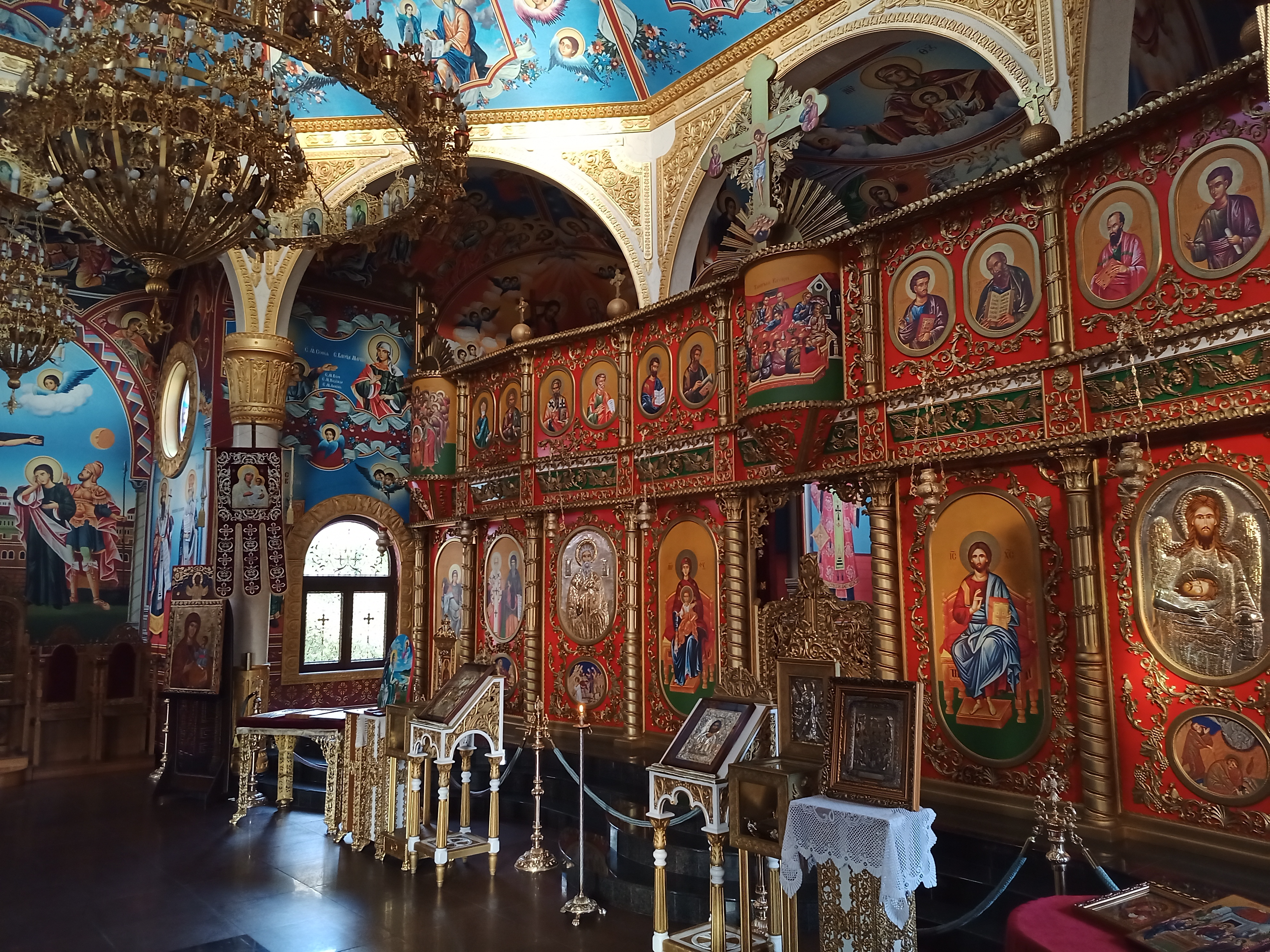
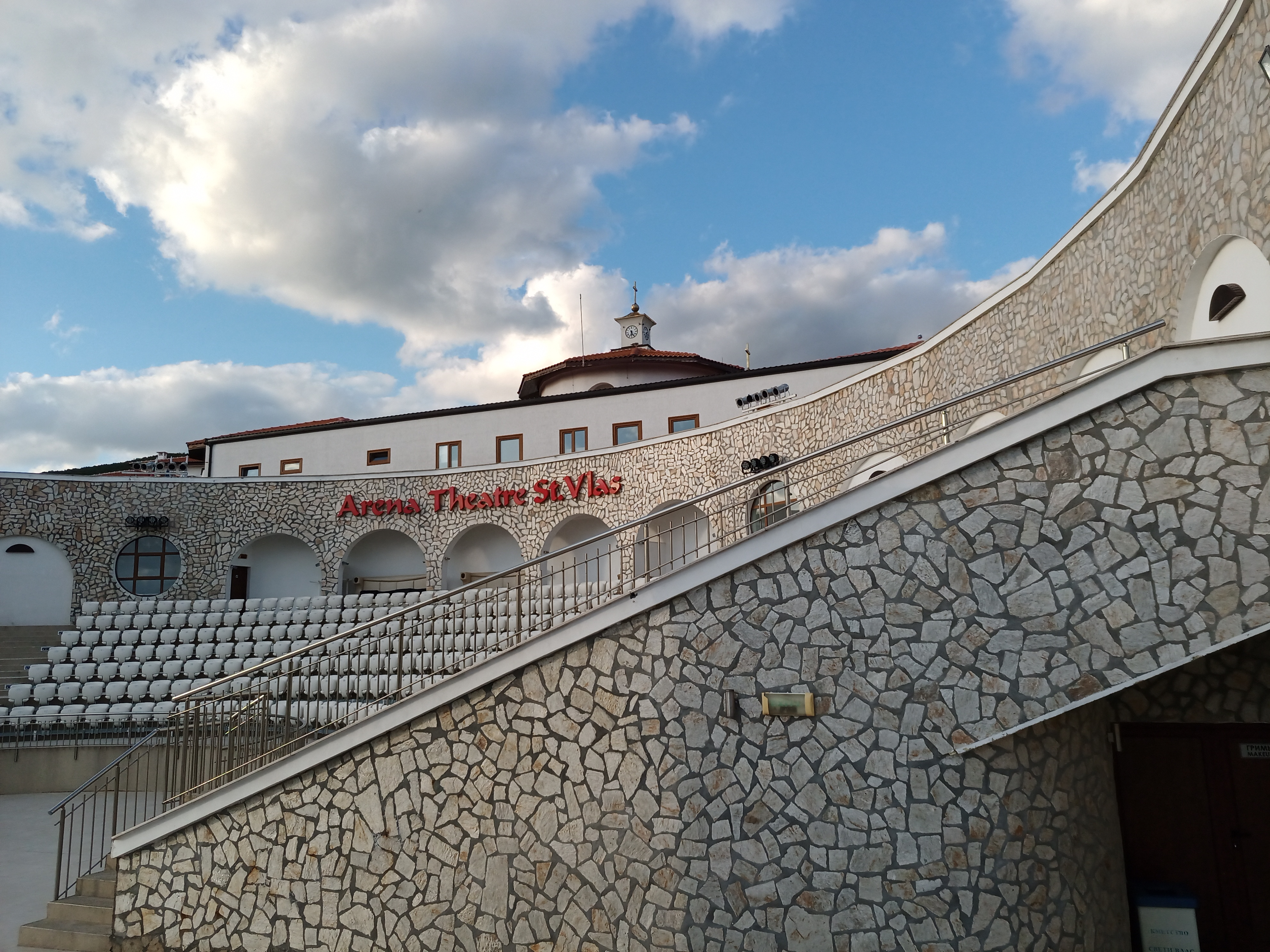
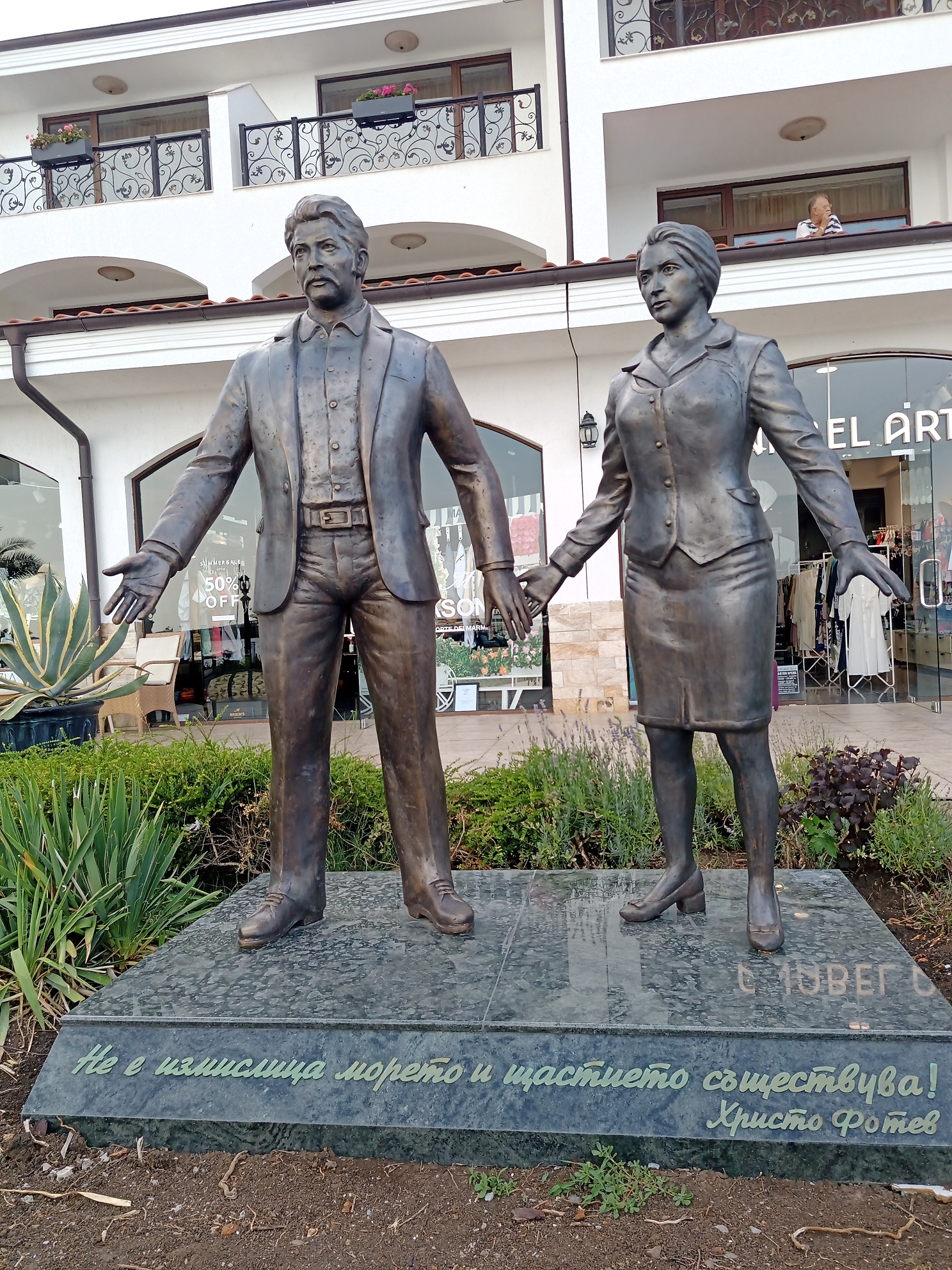
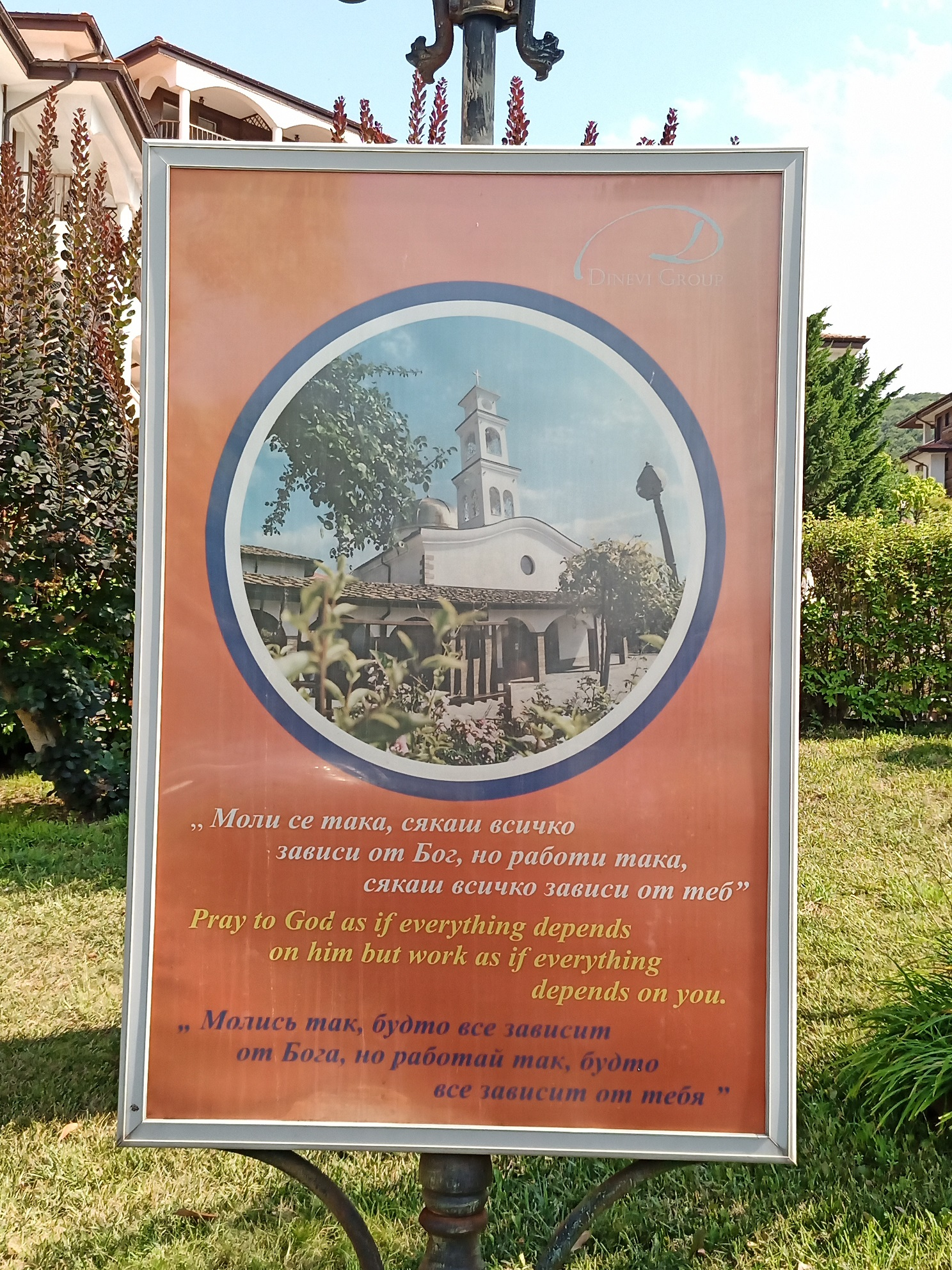
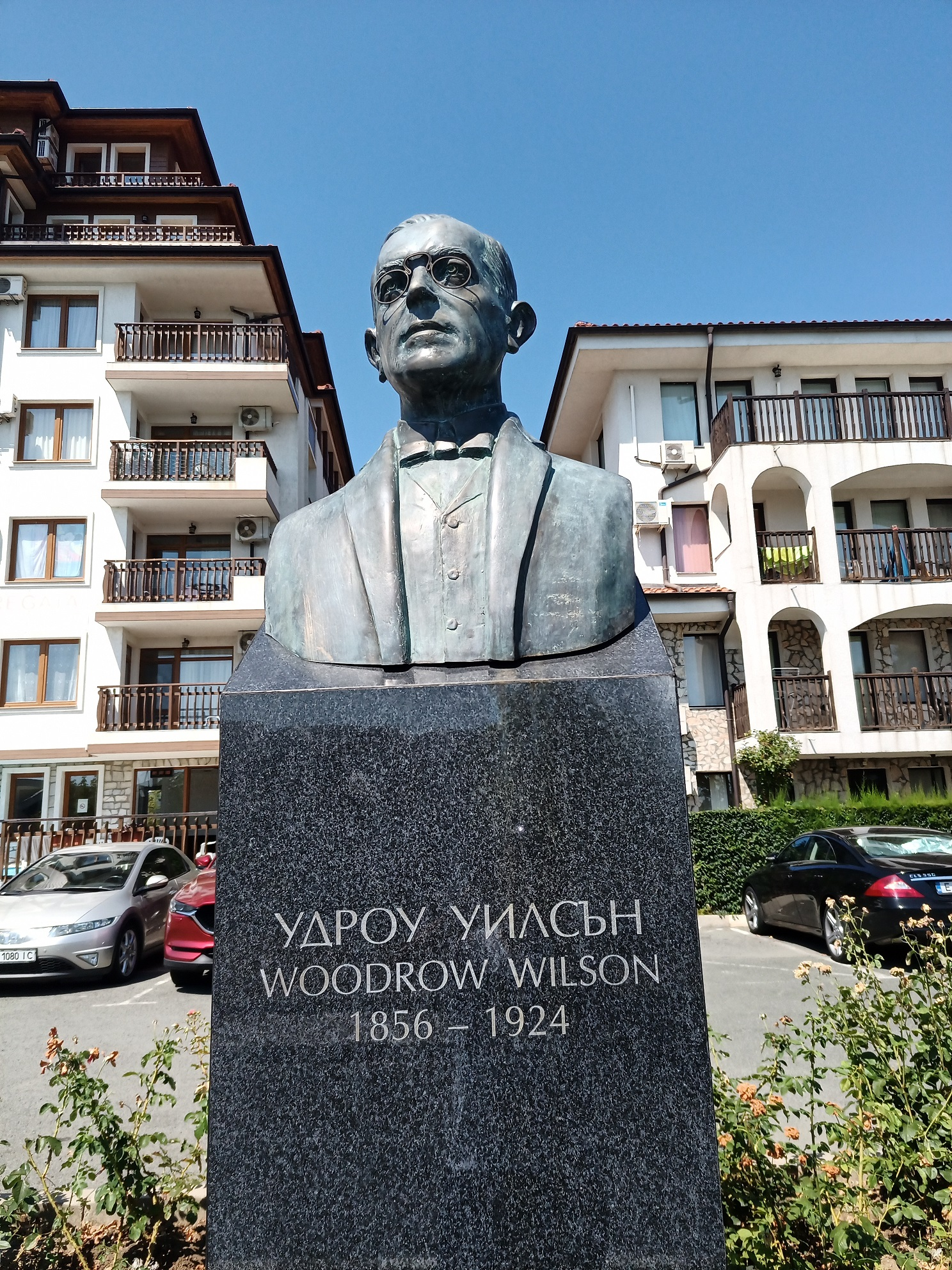
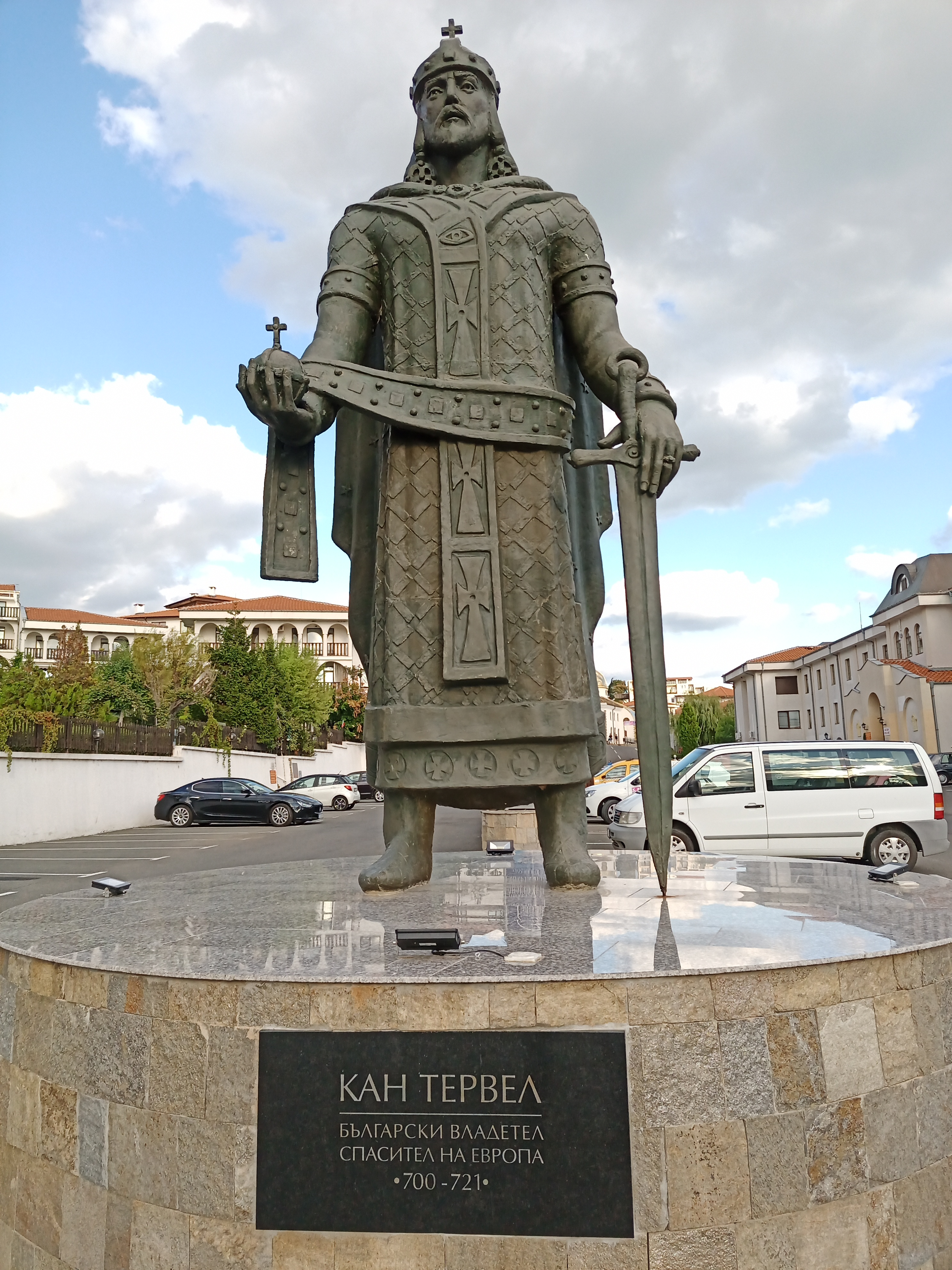
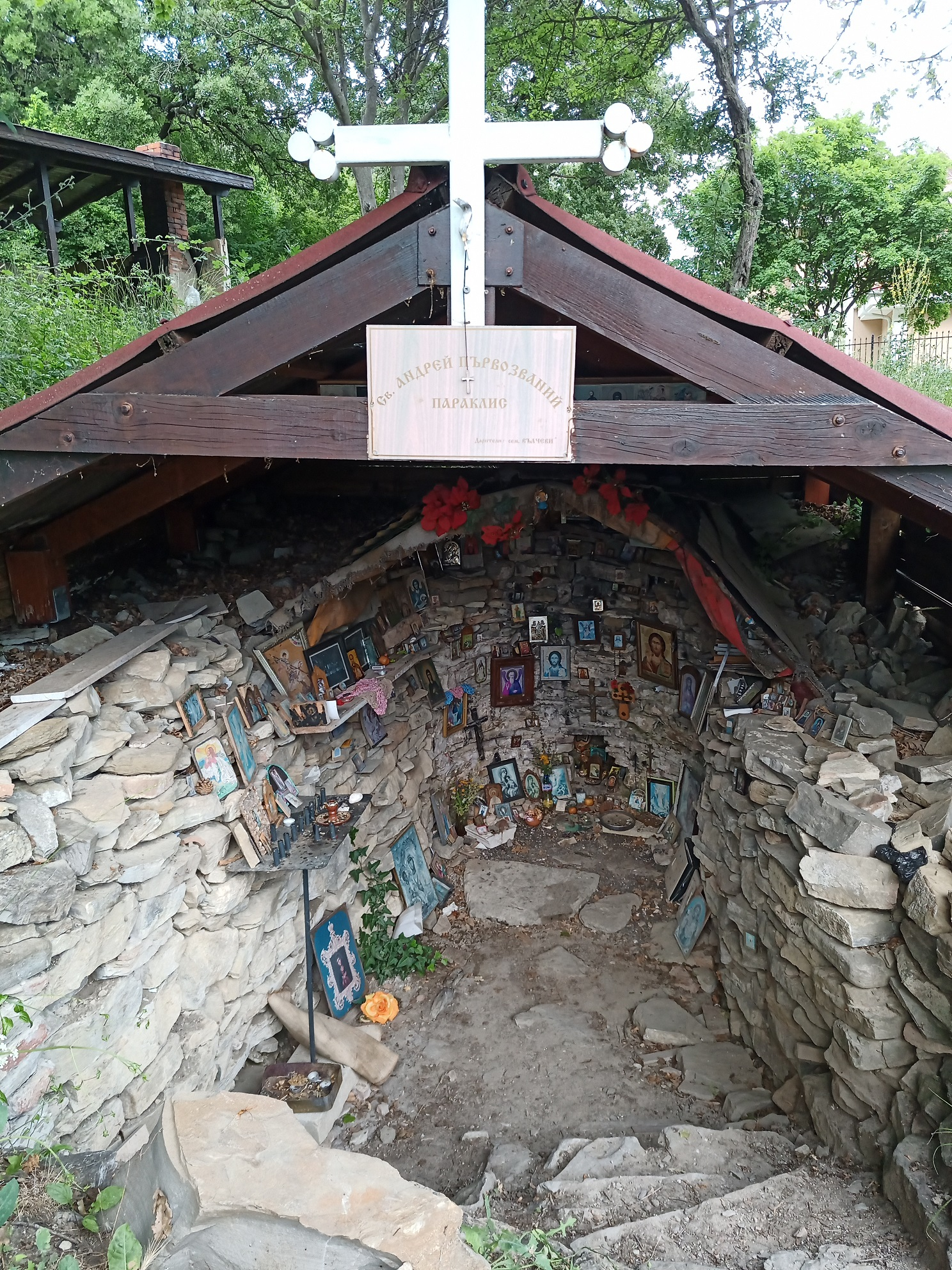